# Cetatea dacică de la Ardeu
Este o fortificație dacică situată pe teritoriul României.